# 贺圣达
贺圣达（1948年3月16日—2018年12月10日），籍贯浙江镇海，中华人民共和国历史学家、东南亚研究学者，曾任云南省人民政府参事，享受国务院政府特殊津贴学者。

## 生平
1977年就读云南大学历史系本科，毕业后进入云南省社科院从事东南亚问题研究。1986至1987年赴英国伦敦大学亚非学院进修。1994年出任云南省社科院东南亚研究所所长，1995年升任云南省社科院副院长。贺圣达曾兼任中国东南亚研究会副会长、中国中外关系史研究会副会长、中国亚太学会理事、云南大学世界史专业博士生导师等职位。著有《英缅战争》、《缅甸史》、《东南亚文化发展史》、《战后东南亚历史发展》、列国志《缅甸》、《当代缅甸》等书目，主译《剑桥东南亚史》。2018年12月10日，贺圣达在昆明家中因心肌梗塞抢救无效逝世。